# Trabharnisch

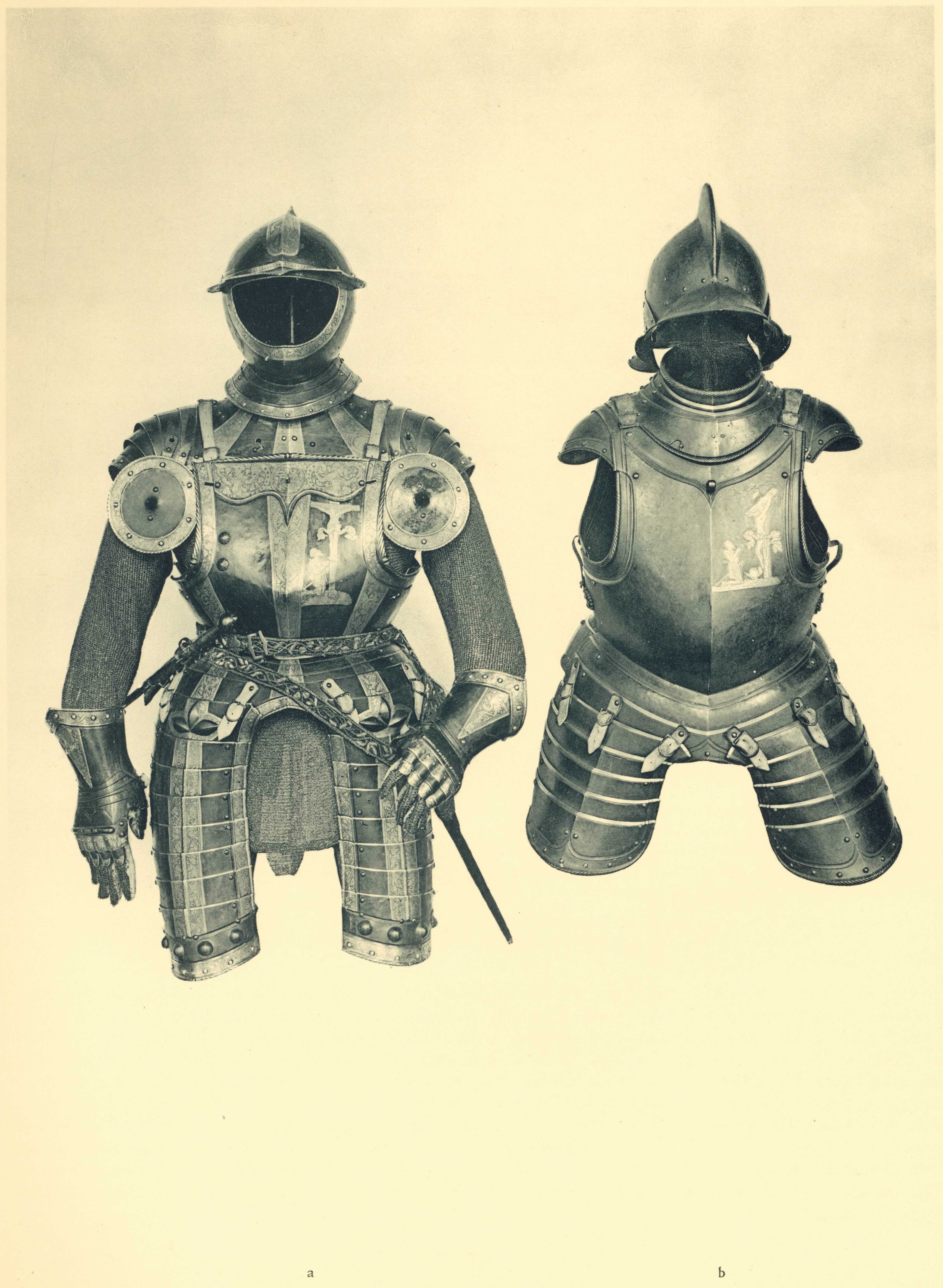
Trabharnische des Kurfürsten August von Sachsen. Links: Modell von 1546 mit Schlaghaube, rechts: um 1567 mit Sturmhaube

Als Trabharnisch oder Pferdschützenharnisch wird ein bei der leichten Reiterei des 16. und frühen 17. Jahrhunderts gebräuchlicher Rüstungstyp mitteleuropäischen Ursprungs bezeichnet. Vom Trabharnisch zu unterscheiden ist der Harnasch des Infanterie-Offiziers sowie der Feldküriss des schweren Reiters.

## Beschreibung
Trabharnische kamen gegen Mitte des 16. Jahrhunderts als charakteristische Schutzbewaffnung der „Schwarzen Reiter“ auf, die eine mit Radschlosspistolen kämpfende, auf Feuerkraft und Mobilität ausgerichtete Truppengattung bildeten. Die anfänglich primär im niederdeutschen Raum gefertigten Harnische der „Schwarzen Reiter“ waren meist geschwärzt, wodurch sich die Bezeichnung für diese leichte Reitertruppe begründete. Der Kampfweise ihrer Träger entsprechend, entfiel bei den Trabharnischen der als Auflager für die schwere Lanze dienende Rüsthaken, auch das zum Feldküriss dieser Zeit gehörige Arm- und Beinzeug wurde weggelassen. Zu den Bestandteilen einer auf diese Weise erleichterten Reiterrüstung zählten eine offene Sturmhaube, ein Achselkragen, eine Harnischbrust mit Bauchreifen und Beintaschen, ein Rückenstück sowie lange Eisenhandschuhe. Die Brust hatte „schussfrei“ zu sein, musste also eine große Materialstärke aufweisen, welche eine beschusshemmende Wirkung gewährleisten sollte. Anstatt des bei diesem Rüstungstyp entfallenden Armzeugs konnten Panzerärmel aus Kettengeflecht getragen werden, doch stellten diese wegen ihrer langwierigen Fertigung eine nennenswerte Aufwendung dar. Ein solches Ärmelpaar kostete im Graz des ausgehenden 16. Jahrhunderts etwa 10 Gulden, ein Trabharnisch lediglich 7,5 Gulden.
Beispielhaft für die frühe Form des Trabharnischs ist die im Kunsthistorischen Museum Wien ausgestellte Rüstung des kaiserlich-habsburgischen Feldoberst Hans Rueber zu Pixendorf. Dieser um 1555 in Braunschweig gefertigte Harnisch ist vollständig geschwärzt und durch Panzerärmel ergänzt, zudem weist das Bruststück eine als Beweis seiner „Schussfreiheit“ dienende Eindellung auf. Eine solche Delle wurde üblicherweise durch eine aus zwanzig Schritt Entfernung abgefeuerte Pistolenkugel erzeugt. Von der idealtypischen Zusammensetzung weicht der Trabharnisch des Hans Rueber lediglich durch die Ergänzung der Sturmhaube um ein Visier ab.
Auch bei den im letzten Drittel des 16. Jahrhunderts aus den „Schwarzen Reitern“ hervorgegangenen Arkebusierreitern oder Pferdschützen fand der Trabharnisch Verwendung, jedoch ohne die ursprünglich dazu getragenen Beintaschen. In dieser nunmehr bis zur Leibesmitte reichenden Form blieben Trabharnische bis an die Wende zum 17. Jahrhundert gebräuchlich und wurden in den Zentren der Harnischproduktion in großer Zahl gefertigt. So exportierte die Reichsstadt Nürnberg allein in den Jahren 1578/79 fast 400 derartige Rüstungen nach Graz.
Gegen Ende des 16. Jahrhunderts entwickelte sich vor dem Hintergrund der Oranischen Heeresreform eine von den Niederlanden ausgehende Tendenz zur Vereinheitlichung und Erleichterung der Schutzbewaffnung, welche auch den Trabharnisch der Arkebusierreiter betraf. Aus einer 1599 von Graf Johann von Nassau-Siegen verfassten Ordnung über die in den Niederlanden vorgesehene Ausrüstung dieser Truppengattung geht hervor, dass zu dieser Zeit sowohl das Weglassen von Eisenhandschuhen und Panzerärmeln als auch die Ersetzung des Achselkragens durch einen Ringkragen bereits üblich war. In der gleichen, um jegliche Armpanzerung reduzierten Form beschrieb Wilhelm Dilich in seinem 1607 vollendeten Kriegsbuch die Arkebusierreiter. Eine weitere Erleichterung zeigte sich in der 1616 veröffentlichten Kriegskunst zu Pferdt des Johann Jacobi von Wallhausen, der mit seinen Werken maßgeblich zur Verbreitung der oranischen Reformgedanken beitrug. Den Beschreibungen Wallhausens zufolge bestand die Ausrüstung der Arkebusierreiter aus einer Schützenhaube, einem Ringkragen, einem Bruststück sowie einem als optional eingestuften Rückenstück. Bei Weglassen des Rückenstücks wurde das Bruststück als sogenannte Kreuzbrust getragen, welche mit überkreuzten, metallbeschlagenen Riemen am Leib des Trägers zu fixieren war.
Auf kaiserlicher Seite blieb der Trabharnisch in der seit dem späten 16. Jahrhundert üblichen Form bis in das 17. Jahrhundert hinein in Verwendung, doch setzte auch hier ein allmählicher Wandel der Schutzbewaffnung ein. So stieg die Zahl der an das Grazer Zeughaus gelieferten Zischäggen seit 1601 deutlich an, was auf eine Verdrängung der Sturmhaube als Kopfschutz des Arkebusierreiters hindeutet. Seit 1617 wurden schließlich Kreuzbrüste in nennenswerter Zahl an das Zeughaus geliefert, teilweise gemeinsam mit den hierzu getragenen Ringkragen.
Der Trabharnisch war folglich bis zum Beginn des Dreißigjährigen Kriegs einer reduzierten Schutzbewaffnung gewichen, die sich auch im militärtheoretisch beschriebenen Idealfall auf einen offenen Helm, einen Ringkragen und eine Harnischbrust mit oder ohne Rückenstück beschränkte.